# Colonia Venustiano Carranza, Tlaxcala
Colonia Venustiano Carranza är en ort i Mexiko.   Den ligger i kommunen Xaloztoc och delstaten Tlaxcala, i den sydöstra delen av landet, 110 km öster om huvudstaden Mexico City. Colonia Venustiano Carranza ligger 2 474 meter över havet och antalet invånare är 2 665.
Terrängen runt Colonia Venustiano Carranza är platt åt nordost, men åt sydväst är den kuperad. Runt Colonia Venustiano Carranza är det mycket tätbefolkat, med 1 018 invånare per kvadratkilometer. Närmaste större samhälle är Tlaxcala de Xicohtencatl, 17,3 km sydväst om Colonia Venustiano Carranza. Trakten runt Colonia Venustiano Carranza består till största delen av jordbruksmark.